# Icelinus limbaughi
Icelinus limbaughi är en fiskart som beskrevs av Richard H. Rosenblatt och Smith 2004. Icelinus limbaughi ingår i släktet Icelinus och familjen simpor. Inga underarter finns listade i Catalogue of Life.